# 1916年ベルリンオリンピック
1916年ベルリンオリンピックは、1916年にドイツ帝国のベルリンで行なわれる予定だったオリンピック。ベルリン1916（Berlin 1916）と呼称される。1912年7月4日に、スウェーデン・ストックホルムで開催された第14回IOC総会で、アムステルダム（オランダ）、アレクサンドリア（エジプト）、クリーブランド（アメリカ合衆国）、ブダペスト（オーストリア＝ハンガリー帝国）、ブリュッセル（ベルギー）などの候補都市を破り選ばれたが、第一次世界大戦により開催が中止された。戦争の長期化を予測できなかったため、1914年の第一次世界大戦の勃発後も組織委員会は維持されていた。
大会競技場として、4万人を収容できる競技場が1912年から1913年にかけて整備された。また、スピードスケートなどの冬季競技の実施も計画されていた。
なお、夏季五輪は開催回次が非開催・返上であった場合でも残る「みなし開催」としてカウントされている。

## 劇画
- 『ゴルゴ13』「おろしや間諜伝説」：ゴルゴ13の父親と思われるスメルジャコフがベルリンオリンピックに出場予定だったというストーリーがある。